# Vamvakoussa, Serres
Vamvakoussa este un sat în unitatea municipală Skoutares din municipiul Serres . Comunitatea are o suprafață de 8.430 kmp. și 15 m. altitudine medie. 
Majoritatea rezidenților sunt refugiați greci din Turcia, în special din Bursa  și depășesc numărul locuitorilor nativi greci, o mică parte dintre ei sunt aromâni. Satul este locuit exclusiv de greci (99,71%) și albanezi (0,29%).lÎn sat funcționează Sfânta Biserică Zoodochos Pigis, care a fost construită în jurul anului 1930.
La recensământul din 2011, populația satului Vamvakoussa era de 368 locuitori. Din punct de vedere etnic, majoritatea locuitorilor (99.71%) greci, existând și minorităț de albanezi (0.29%) 
| An        | 1886 | 1913 | 1920 | 1928 | 1940 | 1951 | 1961 | 1971 | 1981 | 1991 | 2001 | 2011 |
| --------- | ---- | ---- | ---- | ---- | ---- | ---- | ---- | ---- | ---- | ---- | ---- | ---- |
| Populație | 180  | 189  | 168  | 368  | 547  | 461  | 560  | 472  | 416  | 409  | 368  | 243  |